# Луверн (Северна Дакота)
Луверн (енгл. Luverne) град је у америчкој савезној држави Северна Дакота.

## Демографија
По попису из 2010. године број становника је 31, што је 13 (-29,5%) становника мање него 2000. године.
| Група             | 2000.      | 2010.      |
| Белци             | 43 (97,7%) | 28 (90,3%) |
| Афроамериканци    | 0 (0,0%)   | 0 (0,0%)   |
| Азијати           | 0 (0,0%)   | 0 (0,0%)   |
| Хиспаноамериканци | 0 (0,0%)   | 0 (0,0%)   |
| Укупно            | 44         | 31         |